# نیسارگاداتا ماهاراج

خود را محکم در آگاهی از «من هستم» مستقر کنید. این آغاز، و نیز پایان تمام جستجوها است.

نیسارگاداتا مهاراج (۱۷ آوریل ۱۸۹۷–۸ سپتامبر ۱۹۸۱)،  یکی از معلمان فرقه اینچگیری و آموزگار مکتب آدویتا بود.
کتابی تحت نام من آن هستم در سال ۱۹۷۳ به وسیله موریس فریدمن پخش شد که ترجمه آموزه‌های وی از زبان ماراتی به انگلیسی را دربر می‌داشت، این کتاب موجبات شهرت نیسارگاداتا در فرنگستان را فراهم کرد. همچنین برگردان پارسی این کتاب در وب فارسی قابل تهیه است.

تصویری از Siddharameshwar Maharaj، استاد نیسارگاداتا در اوایل سده 19 میلادی.

## زندگی‌نامه
وی در ۱۷ آوریل ۱۸۹۷ (احتمالاً با نام ماروتی شیروامپانت کامبلی) از مادری به نام پارواتی‌بی و پدری به اسم شیروامپانت کامبلی در بمبئی زاده شد. زادروز او با جشنواره هانومان جایانتی، روز تولد هانومان یکی از خدایان هندو مصادف شده بود و از همین روی، والدینش نام ماروتی را برای او برگزیدند. پدر و مادرش از یکی از سنت‌های ویشنوپرستی در هندوئیسم که واکاری سامپرادایا نام دارد پیروی می‌کردند. پدرش شیروامپانت، به عنوان مستخدم در بمبئی کار می‌کرد و بعدتر به کشاورزی در محله کاندالگائون مشغول شد.
ماروتی شیورامپانت کامبلی به همراه دو برادرش، چهار خواهر و والدین در روستایی کوچک به نام کاندالگائون واقع در منطقه سیندهودورگ ماهاراشترا پرورش یافت، با درگذشت پدر به سال ۱۹۱۵، به همراه برادر بزرگش برای تأمین معاش خانواده به بمبئی نقل مکان کرد. ابتدا به کار کارمندی مشغول شد و سپس در فروشگاهی کوچک به کار فروش نوعی سیگار دست پیچ هندی که بیدی نام دارد پرداخت و چندی نگذشت که صاحب یک فروشگاه خواربار فروشی زنجیره ای شد. در ۱۹۲۴ ازدواج کرد، حاصل پیوندش سه فرزند دختر و یک پسر بود.

### سادانا
در ۱۹۳۳، یاشوانترائو باگکار، دوست ماهاراج وی را به گورویش (مرشد)، سیدارامشوار ماهاراج معرفی کرد. گورو به او می‌گوید، «تو آنی نیستی که می‌اندیشی…». سیدارامشوار او را به اینچگری سامپرادایا معرفی کرد، به او دستورالعمل مراقبه و مانترا داد، ماهاراج نیز بلافاصله همه  دستورالعمل ها و دستورها سیدارامشوار را یک به یک دنبال و اجرا می‌کرد: 
گورویم به من دستور داد که به احساس "من هستم" توجه کنم و به چیز دیگری توجه نکنم. من فقط پیروی کردم. هیچ تکنیک تنفسی خاصی یا مراقبه ای را دنبال نکردم و کتاب خاصی مطالعه نمی‌کردم. هر چه که می‌شد، هر اتفاقی افتاد، توجهم را از آن دور می‌کردم و با احساس من هستم باقی ماندم. ممکن است خیلی ساده و مسخره به نظر بیاید. تنها دلیل من برای انجام این کار این بود که گوریم به من چنین گفت، و نتیجه هم داد.

به دنبال دستور گورویش مبنی بر تمرکز بر احساس "من هستم"، ماهاراج همه ی اوقات فراغتش را به تماشای خود در سکوت پرداخت و سال های آینده را به همین شیوه ادامه داد، مراقبه می‌کرد و سرودهای معنوی می‌خواند:
گورویم می‌گفت: "...به آن حالت بودش محض بازگرد، جایی که "من هستم" هنوز خالص است، پیش از آنکه با "من این هستم" یا "من آن هستم" آلوده شود. بار اضافی هم‌هویت شدگی‌هایت را رها کن." گورویم به من می‌گفت: به من اعتماد کن، بهت می‌گویم که تو الهی هستی. این را به عنوان یک حقیقت مطلق بپذیر. شادی تو الهی است، رنجت هم الهی است. همه چیز از جانب خدا می‌آید. همیشه این را به یاد داشته باش. تو خدا هستی." حرف هایش را باور کردم و خیلی زود فهمیدم سخنان او چه حیرت انگیز درست و دقیق‌اند. من با فکر کردن به اینکه "خدا هستم، من شگفت انگزیم، من ماورایی ام" ذهنم را شرطی نکردم. فقط از دستورات او اطاعت کردم، که می‌گفت ذهنت را بر بودن محض، بر "من هستم" متمرکز کن، و در آن بمان. ساعت ها یک‌جا می‌نشستم، هیچ چیز به جز "من هستم" در ذهنم نبود و خیلی زود آرامش و سرور و عشقی که همه چیز را در بر می‌گرفت حالت عادی من شد. همه چیز ناپدید شده بود، گورویم، زندگی‌ام، جهان اطرافم. فقط صلح و سکوتی ژرف باقی مانده بود. (از کتاب من آن هستم, April 16, 1971).
همنشینی نیسارگاداتا با گورویش دو سال و نیم بشتر به طول نیانجامید، سیدارامشوار ماهاراج در ۹ نوامبر ۱۹۳۶ میلادی در گذشت. یک سال پس ماهاراج بمبئی را ترک گفت و به سر تا سر هندوستان سفر کرد. پس از هشت ماه به خانواده اش در بمبئی بازگشت. در راه بازگشت به خانه وضعیت ذهنی اش دگرگون شد و فهمید که "دیگر هیچ مشکلی ندارد." برای تامین معاش فروشگاهی در بمبئی به راه انداخت و باقی عمرش را در این شهر گذراند.

### سال های واپسین
در میان سال های 1942 تا 1948، ضایعه از دست دادن فرزند دختر و به دنبال آن مرگ همسرش را متحمل شد. در سال 1951، با دریافت الهاماتی از سوی گورویش سیدارامشوار، شروع به پذیرفتن شاگرد کرد.
پس از بازنشستگی اش در سال ۱۹۶۶، در خانه اش به آموزش و گفت و گو با جویندگان می‌پرداخت تا اینکه هشتم سپتامبر سال ۱۹۸۱، در سن 81 سالگی  بر اثر سرطان گلو درگذشت.

## آموزه ها

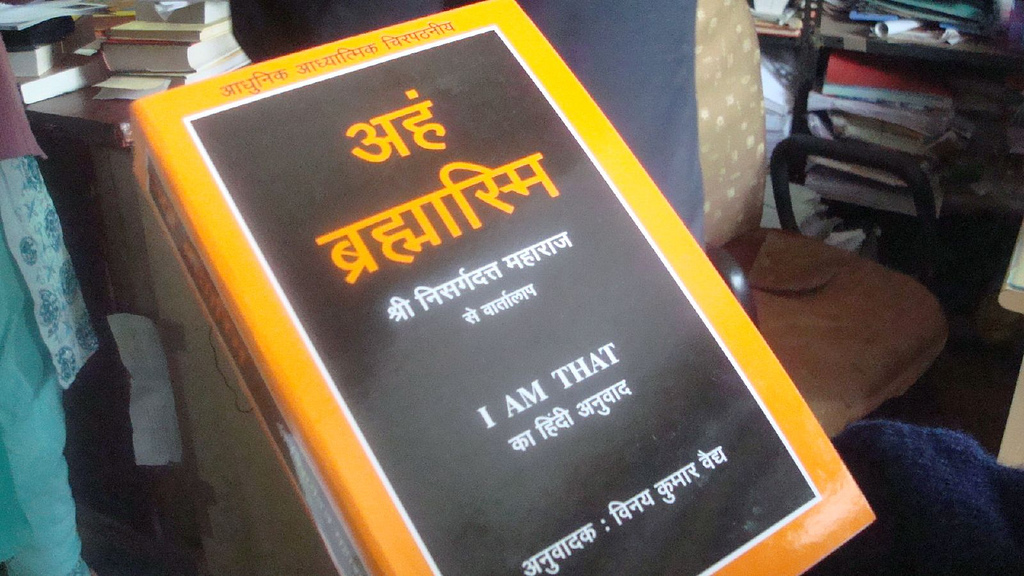
کتاب من آن هستم نیسارگاداتا ماهاراج به زبان هندی

نیسرگداتا خود درباره آموزه هایش چنین می‌گوید:
من شاید با برخی از افرادی که به این‌جا می‌آیند از عدم ثنویت بگویم. این را برای شما نگفتم و نباید به آنچه من به دیگران می‌گویم توجه کنید. کتاب گفت‌وگو هایم (من آن هستم) نباید به عنوان آخرین کلمه در آموزه های من در نظر گرفته شود. من پاسخ ها را مشخصاً برای همان فرد خاص گفته ام، فلان پاسخ تنها برای همان فرد است و برای همه نباید یک‌سان در نظر گرفته شود. دستورالعمل ها برای هر کسی فرق می‌کند، همان دارو برای همه قابل تجویز نیست.

### شیوه آموزش
نیسارگاداتا اتاقی در خانه اش در شهر بمبئی برای شاگردان و بازدیدکنندگان اختصاص داده بود، در آنجا روی تخت یمی‌نشست و به گفت‌وگو و پرسش و پاسخ با مریدانش می‌پرداخت، از این اتاق هچمنین برای مناجات روزانه، خواندن سرودهای معنوی (باجان) جلسات مراقبه و سخن‌رانی استفاده می‌شد.

کتی بوچر خاطرنشان می کند که اینچگیری سمپرادایا از بدو تاسیسش در اوایل قرن نوزدهم میلادی، بر مراقبه روی مانترا تأکید می کرد، اما با آمدن سیدارامشوار مانترا جای‌گاه خود را به گونه ای از تکنیک تفحص خویش داد. 
شری نیسرگداتا مهاراج همچنان مانترا هم می‌داد، با این نکته که مانترا چیزی فراتر از یک آوا است، خود "مطلق" است که می‌تواند هم‌واره در سرتاسر زندگی طنین اندازد.— کتی بوچر
بوچر همچنین خاطرنشان می کند که نیسرگداتا برای شاگردان فرنگی‌اش شیوه آموزش دیگری را از طریق پرسش و پاسخ به کار می‌گرفت. بسیاری از گفتگوهای نیسارگداتا مهاراج ضبط و مکتوب شده است، کتاب من آن هستم و چندین کتاب دیگر که به او منسوب شده‌اند بر مبنای آن ها گردآوری شده است.

### آگاهی از ذات حقیقی
تیموتی کان‌وِی می‌گوید تنها مسئله نیسرگداتا این بود:
هویت واقعی‌ِمان به عنوان آنی که نه زاده می‌شود و نه مرده... نامحدود، جاودان، مطلق، رها و بی قید، آگاهی، پارا برهمن، و این نمایشی که از آن آگاهی کیهانی نشات گرفته است. برای ماهاراج، تنها مسئله موجود (که همان هم وهمی بیش نیست!)، این است که هویت‌مان را عوضی گرفته ایم. ما می‌پنداریم یک شخصیم. حال آنکه ما اساساً، اصالتاً و ذاتاً شخص نیستیم. ما مطلق هستیم.— تیموتی کان‌وی

### نیسرگداتا توضیح می‌دهد
نیروی حیات [ پرانا ] و ذهن [خود شان کار خودشان را می‌کنند]، اما شما را می‌فریبند تا باور کنید شما هستید که کننده‌اید. پس این را دریابید که شما همواره آنبیننده بی‌مکان و بی‌زمان هستید. حتی اگر ذهن به شما گفت تویی که عمل می‌کنی، ذهن را باور نکنید. [...] دستگاه [بدن-ذهن] به شما چیره شده است، اما شما آن دستگاه نیستید.— نیسارگاداتا ماهاراج

### نیسرگا یوگا
آنچه را نیسرگاداتا تدریس می‌کند نیسارگایوگا نمیده شده است. (نیسارگا را می‌توان به عنوان طبیعت ترجمه کرد)

## اظهار نظر اوشو
وقتی شاگردان شری راجنیش، عارف مشهور هندی از او دربارهٔ نیسارگاداتا می‌پرسند او را بیدی بابا می‌خواند و این‌گونه توصیف می‌کند:
مردی در بمبئی، نامش نیسارگاداتا است، هیچ‌کس این اسم را نمی‌شناخت؛ میان اکثریت این مرد به اسم بیدی بابا شناخته شده بود، زیرا پیوسته سیگار بیدی دود می‌کرد. در هر روستایی از هند بروید یکی از این بیدی باباها می‌یابید. می‌اندیشم هند هفت‌صد هزار روستا داشته باشد و شما در هر یکی از این روستا دست‌کم یک بیدی بابا می‌توانید بیابید، شاید هم بیشتر. امریتو چند روز پیش برایم نامه ای نوشت دربارهٔ یک مرد هلندی که بسیار مجذوب یکی از همین بیدی باباها شده بود، این مرد هلندی آدم مخلصی به نظر می‌آمد، ولی مشکل این جااست، پبسیاری از مردمانی که از فرنگ به هند می‌روند قلب کودکانه ای دارند، ساده لوح و زود باورند، متوجه نیستند که معنویت در هند تنها یک روتین است. همه گپ‌های بزرگ و قشنگ قشنگ می‌گویند و زندگی‌هایشان را که می‌بینی به زشت‌ترین حالت ممکن می‌زیند. وقتی بیدی بابا گفت می‌خواهد فقط با مرد هلندی گپ بزند، طبیعتاً ایگویش به طرز عظیمی گسترش پیدا کرده بود، جمعیتی که دورش گرد آمده بودند هم از همین کیفیت مشابه برخوردار بودند… بنابراین با مرد هلندی صحبت کرد، این مرد همانی است اکنون کتابهایی دربارهٔ بیدی بابا گردآوری کرده‌است. فرنگستانی ها این کتاب‌ها را می‌خوانند و فکر می‌کنند بیدی بابا چه حرف‌های شگفت‌انگیزی به زبان آورده، در حالی که این حرف‌ها را در هند مثل طوطی همه تکرار می‌کنند—وقتی بیدی بابا گفت، «آهام براهماسمی؛ من خدا هستم، من آن هستم» مرد جوان هلندی بی‌درنگ کتاب گرد آوری می‌کند: من آن هستم! چون برای فرنگی‌ها، این شکل از معنویت تازگی دارد، همان‌گونه که برای شرقی ها، دانش فرنگی‌ها تازگی می‌کند. (spirituality is a foreign affair, just as for the East, science is a foreign affair.) یک گدا بهتر می‌تواند دربارهٔ متافیزیک و ایدئولوژی‌های بزرگ حرف بزند… و هنگامی که یکی از فرنگ می‌آید، شاید تحصیل کرده باشد اما تحصیلاتش تحصیلات علمی است، تحصیلاتش تحصیل منطق است، تحصیلات او را به یک روشن‌فکر درجه‌یک بدل کرده، اما در قلب، او همچنان ساده لوح باقی مانده‌است. پس هر آدم احمقی، هر بیدی بابایی که از راه می‌رسد می‌تواند تأثیر بزرگی بر او بگذارد. این مرد هلندی ماه‌ها با بیدی بابا زندگی کرد. او نامی که به آن شهره است، بیدی بابا را ذکر نمی‌کند، فقط نام قانونی اش، نیسارگاداتا ماهاراج را به میان می‌آورد. کتاب‌های زیادی راجع به نیسارگاداتا ماهاراج نبشته است، او را به سراسر دنیا شناسانده و مشهورش کرده‌، کتاب‌هایش را خواندم مزخرف محض است.

## سرچشمه
1. ↑  Biography of Nisargadatta Maharaj
2. ↑  Timothy Conway, Sri Nisargadatta Maharaj (1897-1981), Life & Teachings of Bombay's Fiery Sage of Liberating Wisdom, enlightened-spirituality.org
3. ↑  Detailed Biography
4. ↑  Sri Nisagdatta bio at advait.org بایگانی‌شده  در ۳ ژانویه ۲۰۰۸ توسط Wayback Machine
5. 1 2 3  Timothy Conway, Sri Nisargadatta Maharaj (1897-1981), Life & Teachings of Bombay's Fiery Sage of Liberating Wisdom, enlightened-spirituality.org
6. 1 2  Timothy Conway, Sri Nisargadatta Maharaj (1897-1981), Life & Teachings of Bombay's Fiery Sage of Liberating Wisdom, enlightened-spirituality.org
7. ↑  Sri Nisargdatta bio in innerquest.org
8. ↑  It Is Not Real
9. ↑  http://sannyasnews.org/now/archives/1938